# Света Параскева (Фурка)
Вижте пояснителната страница за други значения на Света Параскева.
„Света Параскева“ (на гръцки: Αγίας Παρασκευής) е възрожсденска православна църква, разположена в село Фурка на полуостров Касандра.
Църквата е строена в 1830 година. Въпреки по-късните изменения, интериорът пази духа на XIX век. Светлината е оскъдна, иконостасът е прост, а красивите иконите са дело основно на галатищки майстори.